# Álvaro Leonel Ramazzini Imeri
Álvaro Leonel Cardenal Ramazzini Imeri (Ciutat de Guatemala, 16 de juliol de 1947) és un bisbe i cardenal de l'Església catòlica a Guatemala. Va servir com el quart bisbe de la diòcesi de San Marcos (1988-2012), i des del 14 de maig de 2012, és el bisbe de Huehuetenango, i actualment és el tercer guatemalenc que és creat cardenal.

## Biografia
Ramazzini es va ordenar prevere el 27 de juny de 1971, servint a l'arxidiòcesi de Guatemala. Va obtenir un Doctorat en Dret Canònic (JCD) a la Pontifícia Universitat Gregoriana al Vaticà. Va ser Professor i Rector del Seminari Major de Guatemala i rector d'una de les parròquies més grans de l'arxidiòcesi. El 15 de desembre de 1988, el papa Joan Pau II el va nomenar bisbe de San Marcos. Va ser consagrat pel Papa el 6 de gener de 1989.
Com a prevere i bisbe, Ramazzini s'ha implicat en assumptes de justícia social, especialment protegint els drets de persones indígenes. Ha lluitat en contra d'empreses multinacionals que han anat a Guatemala per augmentar la seva riquesa mineral mentre destrueïen el camp. El bisbe Ramazzini ha donat suport a pobres i marginats en la seva recerca per obtenir el valor cívic necessari per lluitar contra la injustícia que pateixen. Ha rebut moltes amenaces de mort a causa del seu treball, mentre ha rebut cartes oficials de suport de la Santa Seu i de la Conferència Episcopal dels Estats Units.
El 2005 Ramazzini va rebre el premi Konrad Lorenz. Va ser elegit President de la Conferència Episcopal de Guatemala el 2006. El 2011 va rebre el premi Pacem in Terris Pau i Premi de Llibertat, en honor del seu treball de justícia social.
Ramazzini ha exercit diversos càrrecs a la Conferència Episcopal de Guatemala. Així, per exemple, el 2013 va presidir la Comissió per a Comunicacions Socials i la Comissió per a Ministeri de Presó.
Ramazzini va participar en l'Assemblea Especial per a Amèrica del Sínode de Bisbes (1997), i a l'Assemblea del CELAM a Aparecida, (Brasil, 2007).
El 14 de maig de 2012, Ramazzini va ser nomenat bisbe de Huehuetenango (Guatemala), després de la renúncia del Bisbe Rodolfo Francisco Bobadilla Mata, CM, en haver complert 75 anys.
El 5 d'octubre de 2019 el Papa Francesc el va crear cardenal prevere de San Giovanni Evangelista a Spinaceto. El va fer membre del Dicasteri per la Laïcitat, la Família i la Vida el 21 de febrer de 2020 i de la Comissió Pontifícia per a l'Amèrica Llatina el 20 d'abril de 2020.